# 아키타 간토 축제

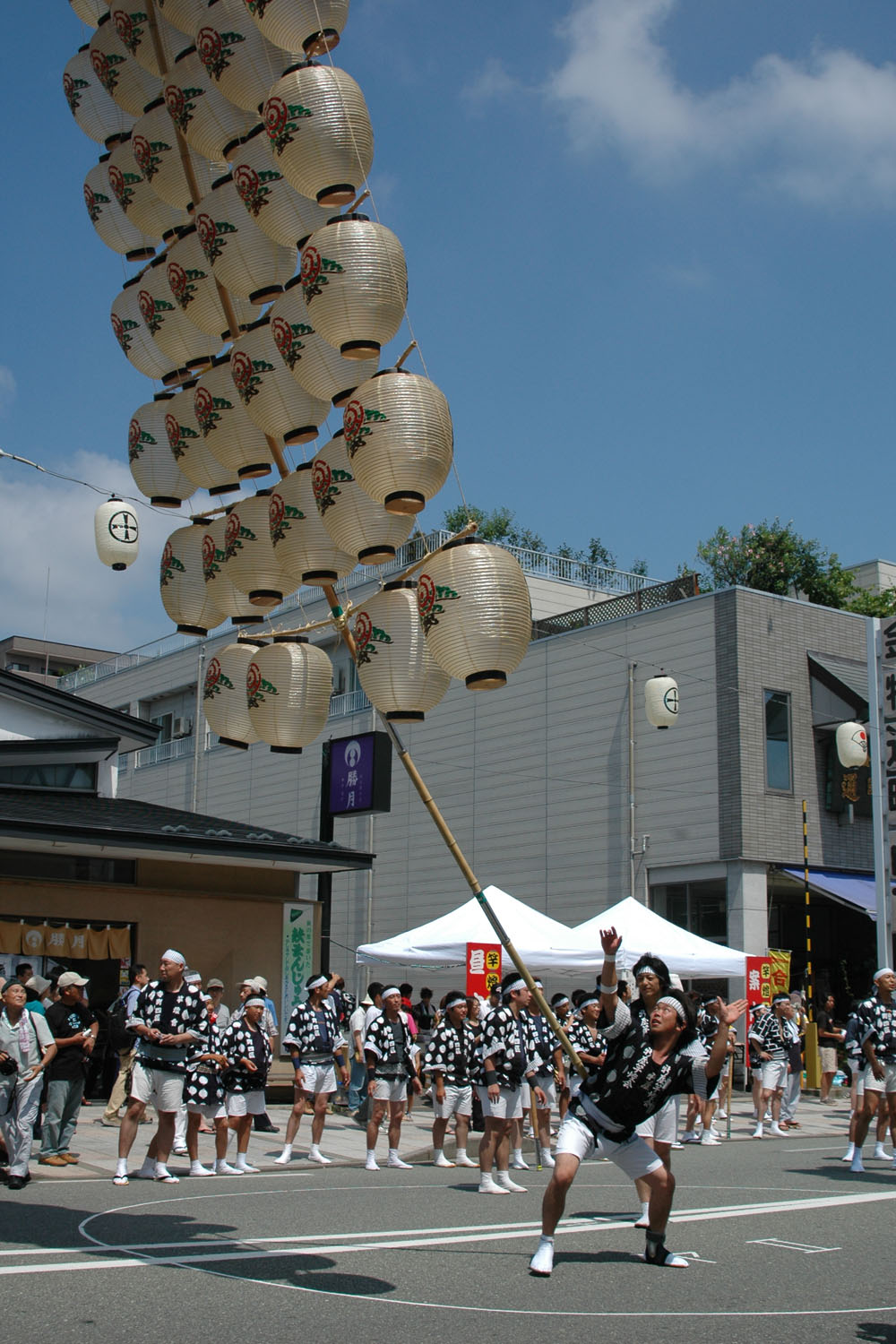
아키타 간토 축제

아키타 간토 축제(일본어: 秋田竿燈まつり 아키타칸토마쓰리[*])는 일본 동북지방의 유명한 축제이다. 길이 12m, 등의 개수 46개, 무게 50kg에 달하는 거대한 긴 대나무에 횡죽을 몇 개씩 끼워서 여기에 여러 개의 등을 달아 장식한 것을 손, 어깨, 이마, 허리에 올리고 하는 연기가 펼쳐진다. 아키타현 아키타시에서 8월 5일부터 7일까지 열린다. 또는 아키타 칸토 축제라고도 불린다.

## 같이 보기
- 마쓰리